# Gui Santos
Guilherme Carvalho dos Santos, né le 22 juin 2002 à Brasilia au Brésil, est un joueur brésilien de basket-ball évoluant au poste d'ailier.

## Biographie

### Carrière professionnelle
Lors de la draft 2022, Gui Santos est choisi en 55e position par les Warriors de Golden State.
En novembre 2023, Santos rejoint les Warriors de Golden State avec lesquels il s'engage pour 3 saisons.